# Cross Media Marketing
Cross Media Marketing bezeichnet den Gebrauch verschiedener, aber mindestens drei abgestimmter Kommunikationskanäle, um ein Produkt oder eine Dienstleistung zu vermarkten. Dazu werden vor allem elektronische Medien als Werbeträger eingesetzt, wie etwa der Fernseher oder das Smartphone, aber auch das Internet allgemein. Ebenso spielen klassische Werbeträger wie beispielsweise Plakate oder Zeitschriften eine Rolle.

## Geschichte
Die Geschichte des Cross Media Marketing begann im Jahre 1922 in den USA mit dem Aufkommen der Radios. Bereits dort begannen manche Unternehmen nicht nur in Zeitungen, Werbung zu schalten bzw. die Zielgruppe erreichen zu wollen, sondern auch im Radio für ihr Produkt zu werben. Eine weitere Möglichkeit, crossmedial im Marketing zu agieren, entstand 1941, als die erste Werbung im US-Fernsehen gesendet wurde.
In Deutschland fanden vor 1984 kaum Eintritte in neue Medien statt, da private Fernsehsender und Radiosender noch nicht zugelassen waren. Erst danach begannen unter anderem lokale Zeitungsverlage, sich an lokalen Radiosendern zu beteiligen. Überregionale Zeitungsverlage beteiligten sich ebenfalls an deutschlandweiten Fernsehsendern.
An Bedeutung gewann Cross Media Marketing jedoch erst, als das Internet entstand und für die Mehrheit der Bevölkerung zugänglich wurde. Die erste Marketing-Aktion die über das Internet lief, ereignete sich im April 1994. Die amerikanische Anwaltskanzlei Canter & Siegel verschickte über das Internet mehrere Werbebotschaften an verschiedene Newsgroups. Mit der einfachen E-Mailwerbung entstand auch die Bannerwerbung.
Was Cross Media Marketing im Internet nochmals revolutionierte, war die Entstehung der sozialen Netzwerke. Vor allem Facebook trägt zur crossmedialen Kommunikation für verschiedene Unternehmen im Marketing bei.

## Elemente und Beispiele für Cross-Media-Marketing

### Leitidee
Ein wichtiges Element ist eine so genannte durchgängige Leitidee. Die Leitidee und das Leitmotiv sind hierbei von Bedeutung, um ein passendes Bündel von Kommunikationsinstrumenten zu finden. Für eine crossmediale Werbekampagne gilt die kommunikative Leitidee als inhaltliches Schlüsselsignal, welches in Form eines Werbeslogans erfolgen kann.
Ein Beispiel ist die Mast-Jägermeister AG. Für das Getränk Jägermeister gelten die Hirsche Rudi und Ralph als Markenfigur. Um eine jüngere Zielgruppe anzusprechen, geht die Mast-Jägermeister AG ironisch mit dieser Marke um. Dabei wird mit diesen Charakteren in allen eingesetzten Kommunikationskanälen gespielt, wie in der Fernsehwerbung, als auch in der Jägermeister Online-Community.

### Medienwahl
Auch die Medienwahl mit Beachtung der Zielgruppe, des Produkts und der Marke müssen berücksichtigt werden. Dabei ist es wichtig, dass die Instrumente mit den genutzten Medien der Zielgruppe, das Produkt und die Markenstrategie des Unternehmens miteinander abgestimmt sind. Beispielsweise zielte die Kampagne got2be von Schwarzkopf & Henkel GmbH & Co. KG für ein Haarpflegeprodukt auf eine junge Zielgruppe von 18 bis 35 Jahren. Diese Altersgruppe ist für die intensive Nutzung des Internets bekannt und ist überdurchschnittlich mobil. Die wichtigsten Kommunikationsmittel für die got2b-Kampagne waren somit die Online-Präsenz, besondere Events, Werbeartikel, sowie Außenwerbung.

### Die Integration
Beim Cross Media Marketing muss zudem die zeitliche, formale und inhaltliche Integration einbezogen werden. Das heißt, dass die Kommunikationsinstrumente zeitlich, formal und inhaltlich aufeinander zugeschnitten sein müssen. Im inhaltlichen Sinne dürfen sich die Botschaften oder Bilder in den verschiedenen Instrumenten nicht widersprechen. Auch die formale Struktur ist zu berücksichtigen. So müssen Symbole, Zeichen, Logos oder etwa Schrifttypen immer einheitlich gehalten werden. Die zeitliche Integration sorgt für den abgestimmten zeitlichen Einsatz der jeweiligen Kommunikationsinstrumente.
Als Beispiel für die zeitliche Integration kann ein Beispiel von der E-Plus Service GmbH & Co. KG von 2005 genommen werden: In der sogenannten Teaser-Phase, wurde das Produkt BASE schon beworben, wobei das eigentlich Angebot, jedoch noch aus dem Vordergrund blieb bzw. nicht direkt bekannt gemacht wurde. Dies wurde durch das Internet und auch durch Plakate verwirklicht. Auf den Plakaten stand beispielsweise: „1. August: Tag der deutschen Redefreiheit!“. Darauf folgte die Reveal-Phase, die das Produkt dann schließlich offenlegte. Dies wurde ebenfalls durch Plakate, das Internet und auch TV-Spots vermarktet.

### Vernetzung und Hinweisführung
Ein weiteres Element, das eine besondere Rolle einnimmt, ist die Vernetzung und die Hinweisführung. Darunter versteht man die Vernetzung der verschiedenen Instrumente, die im Rahmen einer Kampagne, auf sich gegenseitig hinweisen sollen. Als Beispiel hierfür kann etwa ein QR-Code auf einem Plakat, auf eine bestimmte Website oder besondere Informationen hinweisen.

### Interaktionsmöglichkeiten
Auch eine Rolle spielen die möglichen Interaktionsmöglichkeiten, die der Kunde hat. Cross Media Marketing setzt auf die klassischen, aber auch auf die neuen digitalen Medien. Vor allem das Internet ermöglicht es, mit dem Kunden in Interaktion zu treten. So hat beispielsweise die Appolinaris GmbH mit dem Wasser Active+, durch Werbung auf verschiedenen Internetseiten, auf ein Online-Sudoku-Spiel verwiesen, wobei man sich mit anderen Spielern messen kann und zusätzlich an einem Gewinnspiel teilnehmen kann.

### Multisensorische Zielgruppenansprache
Von Bedeutung ist auch die multisensorische Ansprache der Zielgruppe im Marketing, wozu sich Crossmedia sehr gut eignet. Da der Mensch die Umwelt mit seinen verschiedensten Sinnen wahrnimmt, ist es wichtig, diese Sinne auch anzuregen. Dazu können die verschiedenen Medien genutzt werden. So können beispielsweise Werbevideos auf den Sehsinn oder Hörsinn einwirken. Die Zielgruppe soll also emotional angesprochen werden.

### Konvergenz
Bei Cross Media Marketing nimmt auch die Konvergenz eine wichtige Rolle ein. Dabei sollen verschiedene
Instrumente genutzt werden, um in ein mehr interaktives Kommunikationsinstrument, wie beispielsweise das Internet, weitergeleitet zu werden. Diese Zielmedien soll die mangelhafte Dialogfähigkeit von klassischen Medien ausgleichen. Das Internet sowie Mobile Media zählen zu diesen Konvergenzmedien. Die Coca-Cola GmbH hat dies beispielsweise durch ein Gewinnspiel mit einem Gewinncode, auf der Innenseite des Flaschendeckels realisiert. Der Code konnte auf einer Internetseite per Handy oder Internet eingegeben werden, wodurch man feststellen konnte, ob ein Gewinn vorliegt.

## Bedeutung sozialer Medien für das Marketing
Die Bedeutung des Internets und somit auch die Bedeutung sozialer Medien nimmt immer mehr zu. Um die Größe sozialer Netzwerke zu verdeutlichen: Wenn Facebook beispielsweise ein Land wäre, wäre dies das drittgrößte Land der Welt. Deshalb wird es immer wichtiger, dass auch im Cross Media Marketing die sozialen Netzwerke nicht vernachlässigt werden.
Social Media bietet viele wichtige Kommunikationspunkte. So fällt es dem Kunden beispielsweise leichter, mit dem Unternehmen durch etwa Kommentare bei Facebook zu kommunizieren. Zudem können die Leute, die Interesse an einem Unternehmen haben, besser erreicht werden und das Unternehmen selber ist weltweit erreichbar. Im Cross Media Marketing Bereich kann man deshalb insgesamt auf das Internet mit seinen sozialen Medien nicht mehr verzichten, da dies die größten Möglichkeiten, für die Interaktivität, für den Kunden bietet.